# María Teresa Gavarró Castelltort
María Teresa Gavarró y Castelltort (Igualada, 25 de agosto de 1915 - Sabadell, 16 de julio de 1986) fue una pedagoga catalana.

## Trayectoria
Después de cursar la enseñanza primaria en Igualada, M. Teresa Gavarró se fue a estudiar en la Escuela Suiza de Barcelona, de donde salió a los 17 años con el título de Maestra de Primera Enseñanza.
En 1940, la obtención de una plaza provisional de maestra la llevó a Sabadell, donde estuvo muchos años ejerciendo el magisterio en la escuela pública de la Cruz Alta, en la escuela Carmen Tronchoni y en el colegio Sallarès y Pla. Fue la primera alumna de la Escuela de Formación Social de Sabadell-Terrassa y, al graduarse, pasó inmediatamente a ser profesora.
Además de la actividad docente, Gavarró se licenció en Historia y Geografía en la Universidad Autónoma de Barcelona y participó en muchas actividades sociales de la ciudad.
Fue miembro de la Delegación de la Protección de Menores, de la Junta Municipal de Enseñanza, de la Asociación por la Lucha contra el Cáncer, de la Escuela de Enfermeras Epione, de la delegación local de la Cruz Roja; fue también vocal de Acción Social, consejera de la Obra Social de la Caixa de Ahorros de Sabadell y miembro de la Fundación Bosch y Cardellach y de Càritas.

## Obras
- Opciones profesionales femeninas en Sabadell (1960).[2]
- Notas de historia de la profesión de enfermera y Servicio Social de Grupo (1973).

## Reconocimientos
- En 1983 el Ayuntamiento de Sabadell la nombró hija adoptiva de la ciudad.[1]
- En 2006 el Ayuntamiento de Sabadell le dedicó una plaza.[1][3]
- Su nombre aparece en el calendario institucional para el año 2016, bajo el título ‘Sabadell y las mujeres, un paseo por la historia’.[4]